# Calders Corner
Calders Corner – obszar niemunicypalny w Kern County, w Kalifornii (Stany Zjednoczone), na wysokości 100 m.